# Apsilophrys
Apsilophrys is een geslacht van vliesvleugeligen uit de familie Encyrtidae. De wetenschappelijke naam van dit geslacht is voor het eerst geldig gepubliceerd in 1964 door De Santis.

## Soorten
Het geslacht Apsilophrys omvat de volgende soorten:
- Apsilophrys armata (Ashmead, 1888)
- Apsilophrys capsica (Burks, 1967)
- Apsilophrys gracilis (De Santis, 1964)
- Apsilophrys oeceticola (De Santis, 1950)
- Apsilophrys vaga (Howard, 1885)